# Barranca (Navarra)
Barranca o corredor de la Barranca (Sakana en euskera), también nombrada frecuentemente como Barranca-Burunda o corredor del Araquil, es una comarca de Navarra (España) que engloba tres valles (Araquil, Ergoyena y Burunda) y quince municipios. De acuerdo a la nomenclatura de la Zonificación Navarra 2000 se trata de una «subzona». Está delimitada al norte por la sierra de Aralar y al sur, por las sierras de Andía y Urbasa y por el centro discurre el curso medio del río Araquil.

## Geografía

### Situación

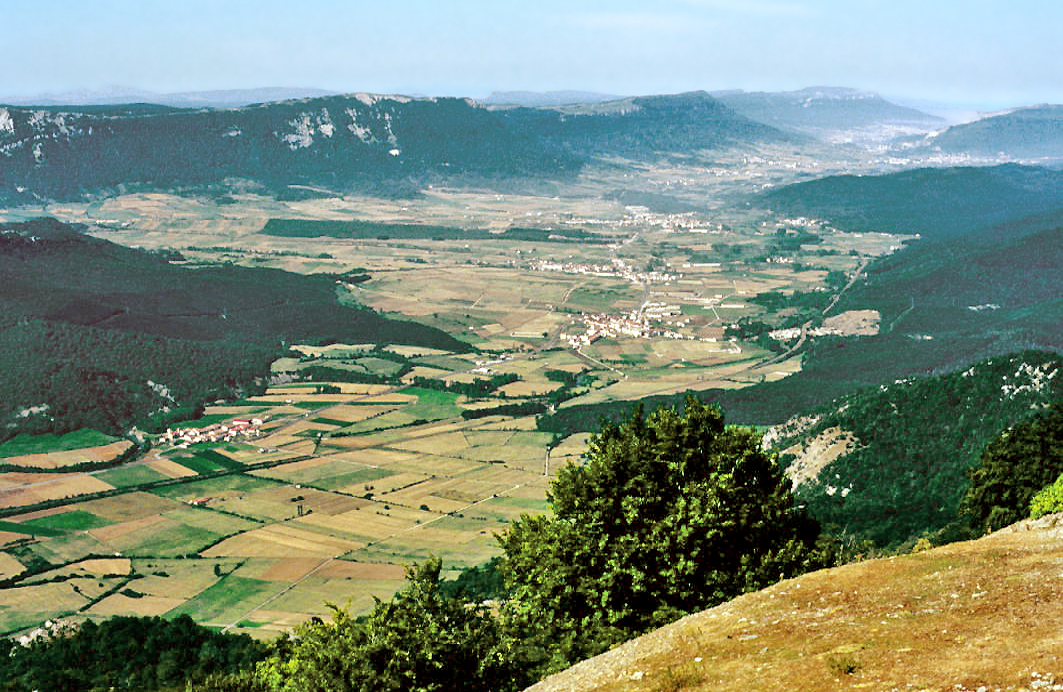
Paisaje de la comarca

La comarca se encuentra situada en la parte noroeste de la Comunidad Foral de Navarra, dentro de la zona geográfica denominada Montaña de Navarra. Por ella discurre el curso medio de río Araquil que la atraviesa de oeste a este.
La comarca tiene 305,5 km² de superficie, está formada por los valles de Araquil, Ergoyena y Burunda y limita al norte con la comarca de Norte de Aralar, al este con la Cuenca de Pamplona al sur, con la comarca de Estella Oriental y al oeste con las provincias de Álava y Guipúzcoa en la comunidad autónoma del País Vasco.

### Parques naturales
Parque Natural Urbasa-Andía: Fue declarado parque natural el 27 de febrero de 1997. Tiene una extensión de 21 408 ha, que está ocupada fundamentalmente por hayedos y pastos de montaña. La latitud de las sierras se sitúa entre los 42º 35’ y 42º 52’ latitud Norte y la altitud sobre el nivel del mar de las sierras, está entre los 835 metros y los 1492 metros de máxima en San Donato. La vegetación existente es de gran diversidad. La propiedad de las sierras corresponde a la Comunidad Foral de Navarra. Incluye cuatro zonas: Urbasa (11 399 ha), Andía (4700 ha), Limitaciones (5190 ha) y la  Reserva Natural Urederra (119 ha).

### Montes del entorno

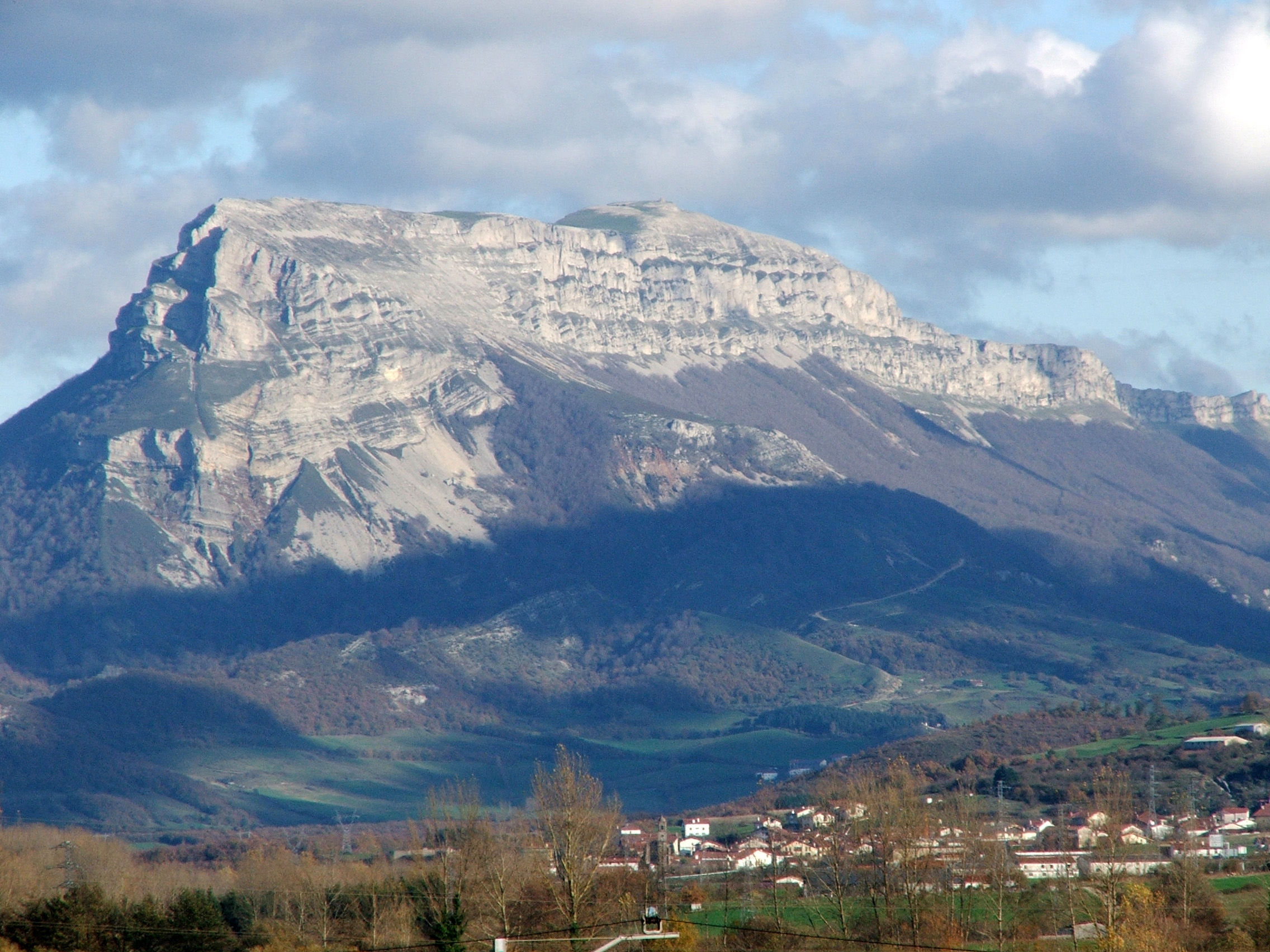
Monte Beriáin visto desde Alsasua.

- Sierra de Aralar: La Sierra de Aralar tiene 2190 ha y 350 km² y está situada entre Guipúzcoa y Navarra. Es un gran macizo kárstico, lo que se traduce en un paisaje rocoso y caótico de lapiaz, valles ciegos, colinas y multitud de simas y grutas subterráneas. A la vez, es un paisaje lleno de prados verdes y hayedos, que cambian de color en cada estación. También es una de las más importantes estaciones dolménicas y un marco incomparable para realizar senderismo. La cumbre más alta es Irumugarrieta, llamada también Intzeko Torrea con 1427 m s. n. m.
- Sierra de Andía: Es una meseta suavemente ondulada que se alarga por el norte sobre el valle del Araquil, y al sur sobre la depresión de Estella. En realidad, es la continuidad de la sierra de Urbasa hacia el este (conjuntamente integran el parque natural Urbasa-Andía, donde el clima y el agua subterránea han dejado su huella en la roca caliza.
- Sierra de Urbasa: Es una meseta de unos 1000 m s. n. m. media, un gran plano elevado, que desciende abruptamente hacia el corredor del Araquil, al norte, y hacia las Amescoas al sur.

### Ríos
El principal río de La Barranca es el río Araquil que atraviesa toda la comarca. Además, también se pueden citar algunos afluentes de este, como el río Alzania, río Burunda, río Uzkullu, río Sandindegui, río Urrunizur y el río Larraun. También cabe destacar los arroyos como Zubiarte y Txarruka.

## Población y divisiones geográficas y administrativas

### Valles que la forman

Valles y municipios de la Barranca
valle de Araquil
valle de la Burunda
valle de Ergoyena

| Valle                | Municipios                                                                                   | Concejos |
| -------------------- | -------------------------------------------------------------------------------------------- | --- |
| Valle de Araquil:    | - Araquil - Arbizu - Arruazu - Echarri-Aranaz - Lacunza - Huarte-Araquil - Irañeta - Irurzun | - Aizcorbe (Araquil) - Ecay (Araquil) - Echarren (Araquil) - Echeverri (Araquil) - Eguiarreta (Araquil) - Erroz (Araquil) - Izurdiaga (Araquil) - Murguindueta (Araquil) - Ichasperri (Araquil) - Satrústegui (Araquil) - Urrizola (Araquil) - Villanueva (Araquil) - Yábar (Araquil) - Zuazu (Araquil) - Lizarragabengoa (Echarri-Aranaz) |
| Valle de La Burunda: | - Alsasua - Bacáicoa - Ciordia - Iturmendi - Olazagutía - Urdiáin                            | |
| Valle de Ergoyena:   | - Ergoyena                                                                                   | - Torrano - Lizarraga - Unanua |

### Municipios

Municipios de la Barranca

La Barranca está formada por 15 municipios, que se listan a continuación con los datos de población, superficie y densidad correspondientes al año 2024 según el INE, creada en 1985, con una superficie de 305.5 km², y una población de más de 20 000 personas.
| Municipio      | Población 2024 | Superficie | Densidad |
| -------------- | -------------- | ---------- | -------- |
| Alsasua        | 7710           | 26,8       | 288.55   |
| Araquil        | 999            | 52,36      | 18.58    |
| Arbizu         | 1108           | 14,3       | 76.2     |
| Arruazu        | 122            | 5,73       | 21.37    |
| Bacáicoa       | 340            | 11,7       | 28.89    |
| Ciordia        | 353            | 14,39      | 24.82    |
| Echarri-Aranaz | 2545           | 33,02      | 77.26    |
| Ergoyena       | 382            | 41,81      | 9.14     |
| Huarte-Araquil | 791            | 37,94      | 20.79    |
| Irañeta        | 170            | 8,4        | 19.95    |
| Irurzun        | 2316           | 3,52       | 619.25   |
| Iturmendi      | 432            | 9,91       | 44.22    |
| Lacunza        | 1325           | 11,03      | 119.15   |
| Olazagutía     | 1464           | 19,62      | 76.29    |
| Urdiáin        | 642            | 15,08      | 42.26    |

### Demografía
El principal núcleo de población de la comarca es Alsasua, que en 2024 contaba con 7710 habitantes. Del resto solo podríamos destacar un segundo grupo que andaría entre los 1000 y 2000 habitantes Irurzun, Echarri-Aranaz, Olazagutía y Lacunza. Los núcleos de menor población están en los municipios de Araquil y Ergoyena, donde ninguna población supera los 100 habitantes.

Distribución de la población de La Barranca en el mapa:
Menos de 500 habitantes
Entre 500 y 1000 habitantes
Entre 1000 y 5000 habitantes
Más de 5000 habitantes

## Administración
Los 15 municipios que integran la comarca están integrados en la Mancomunidad de Sakana, un ente local supramunicipal que gestiona los servicios de abastecimiento de agua en alta y baja, recogida y tratamiento de residuos urbanos, euskera, inmigración, deportes y la oficina de rehabilitación de viviendas.

## Economía
Mediante el Plan de Promoción Industrial de Navarra se establecieron en la Barranca tres polígonos industriales: el de Irurzun, el de Alsasua y el de Echarri-Aranaz, lo que ha supuesto una notable transformación de la economía de la comarca, tradicionalmente agropecuaria. Favorecen a este cambio la buena ubicación geográfica frente a un amplio mercado consumidor, así como el tener la comarca unas buenas comunicaciones y contar con agua en abundancia. A continuación se muestra un listado con los principales establecimientos industriales en la comarca: 
- Irurzun: Industria Navarra del Aluminio,, Granja Villanueva.- Villanueva: Karl Richtber (KRISA).
- Murguindueta: Explotación Ganadera Murguindueta.
- Huarte-Araquil: Piezas Forjadas, S. A.; Metalúrgicas Araquil, S. A.
- Lacunza: Sakana S. Coop.; Industrial Barranquesa, S. L.; Cerrajera San Antonio, S. A.; Fundiciones Tot-Garais; Cerámica Aralar; Transformaciones Siderúrgicas; Industrias Barga; Aceros Moldeados de Lacunza S.A.
- Echarri-Aranaz: Manufacturas Vasco-Navarras de la Madera, S. L.; CERALINA; Pavimentos "Ola Eder"; Viguetas Imaz Hermanos; UFESA, Electrodomésticos.-
- Lizarraga: Prefabricados "Ronki"
- Urdiain: Magotteaux Luzuriaga, S. A.
- Alsasua: Hidrocivil. Cantera Orobe; Lázaro Echeverría. Cantera Sorozarreta; Industrias Lecea Echarri; Cauchos del Norte; Industrias Químicas de Alsasua, S. A.; Fundiciones de Alsasua, S. A.; Isphording Hispania, S. A.; Comenasa; Muelles y Aceros Eguzkia; Talleres Suárez Hermanos; Igartex, S. A.; Sunsundegui; Explotaciones Forestales; Piezas forjadas:
- Olazagutía: Cementos Portland, S. A.; Sucesores de Goicoechea; Schokbetón Española, S. A.; Canteras Aldoyar; Terrazos de Navarra, S. A.
- Ciordia: Cerámica Burunda, S. A.

La agricultura y la ganadería complementan la economía comarcal. El cooperativismo agrario se va abriendo paso. En cuanto a la cabaña, puede decirse que la Barranca es la segunda comarca de Navarra en importancia y la primera en vacuno frisón-danés, debido sobre todo a su granja de Murguindueta, explotación que se inició por sugerencia de Gurelesa, Caja de Ahorros de Navarra y Caja de Ahorros de Guipúzcoa, y que proporciona ganado selecto a cualquier ganadero.

## Cultura
Todos los municipios de la comarca se encuentran englobados dentro de la zona vascófona, en la que el euskera es cooficial junto al castellano.

## Camino de Santiago
Sakana siempre ha sido encrucijada de caminos. Su ubicación estratégica marcó su desarrollo industrial y social el pasado siglo, pero también muchos antes. La calzada romana que unía Burdeos con Astorga, el iter XXXIV Ab Asturica Burdigalam y después el antiguo Camino de Santiago, supuso la llegada de nuevas personas y nuevas ideas, un impulso a la actividad comercial y artesanal, la difusión de la cultura y la entrada de nuevas formas interpretativas del arte que dejaron su huella en zona.
Por esta vía entró el cristianismo de manera temprana, reutilizando la vía romana como ruta jacobea, tras el descubrimiento en el siglo IX de la tumba del Apóstol en Compostela. Era la vía más segura pues los territorios al sur estaban en poder de los musulmanes. Pero a partir del siglo XII, a medida que los Reyes de Navarra ganan las tierras del sur, promueven y crean otra ruta en la vertiente sur de Urbasa y Andia.